# Stronach, Michigan
Stronach är en så kallad census-designated place i Manistee County i Michigan.